# 三徳駅
三徳駅（サムドクえき、朝: 삼덕역）は、朝鮮民主主義人民共和国の平安南道成川郡にある、朝鮮民主主義人民共和国鉄道省が管轄する鉄道駅である。

## 隣の駅
鉄道省
平徳線
成川駅 - 三徳駅 - 新成川駅